# 王重胤
王重胤（899年—951年），宋代史料为赵匡胤避讳作王重裔，五代十国后唐、后晋、后汉、后周官员，陈州宛丘人。
父亲王达，历任安州、均州、洺州三州刺史，定居洺州。王重胤性格沉厚，有勇力，善骑射。不到二十岁时，事奉李存勖为厅直，兼管契丹直。参与攻取汴京、洛阳之战，官至禁军指挥使。后晋天福年间，镇州安重榮谋叛，朝廷命杜重威率师征讨，杜重威与安重荣相遇在宗城西南，安重荣作偃月阵，晋军一再进击，攻不动，杜重威害怕，想退兵。王重胤说：“兵家禁忌退兵。安重荣镇州的精锐都在中军，请杜公分用锐卒进击他的左右两翼，我用契丹兵直冲其中军，他必然狼狈不堪。”杜重威听从。镇州兵的阵列稍有退却，赵彦之来降，安重荣大败。王重胤以功升任为护圣右厢都指挥使，领费州刺史。后汉初年，仍主管禁军，从征邺都，升任深州刺史。南唐因为李守贞之乱，多次入侵边地，王重胤担任亳州防御使，巡检徐州，兼知军州，加檢校太傅。郭威建立后周，加爵邑，改功臣。广顺元年夏，因病去世，年五十三岁。赠武信军节度使。